# Černošická lávka

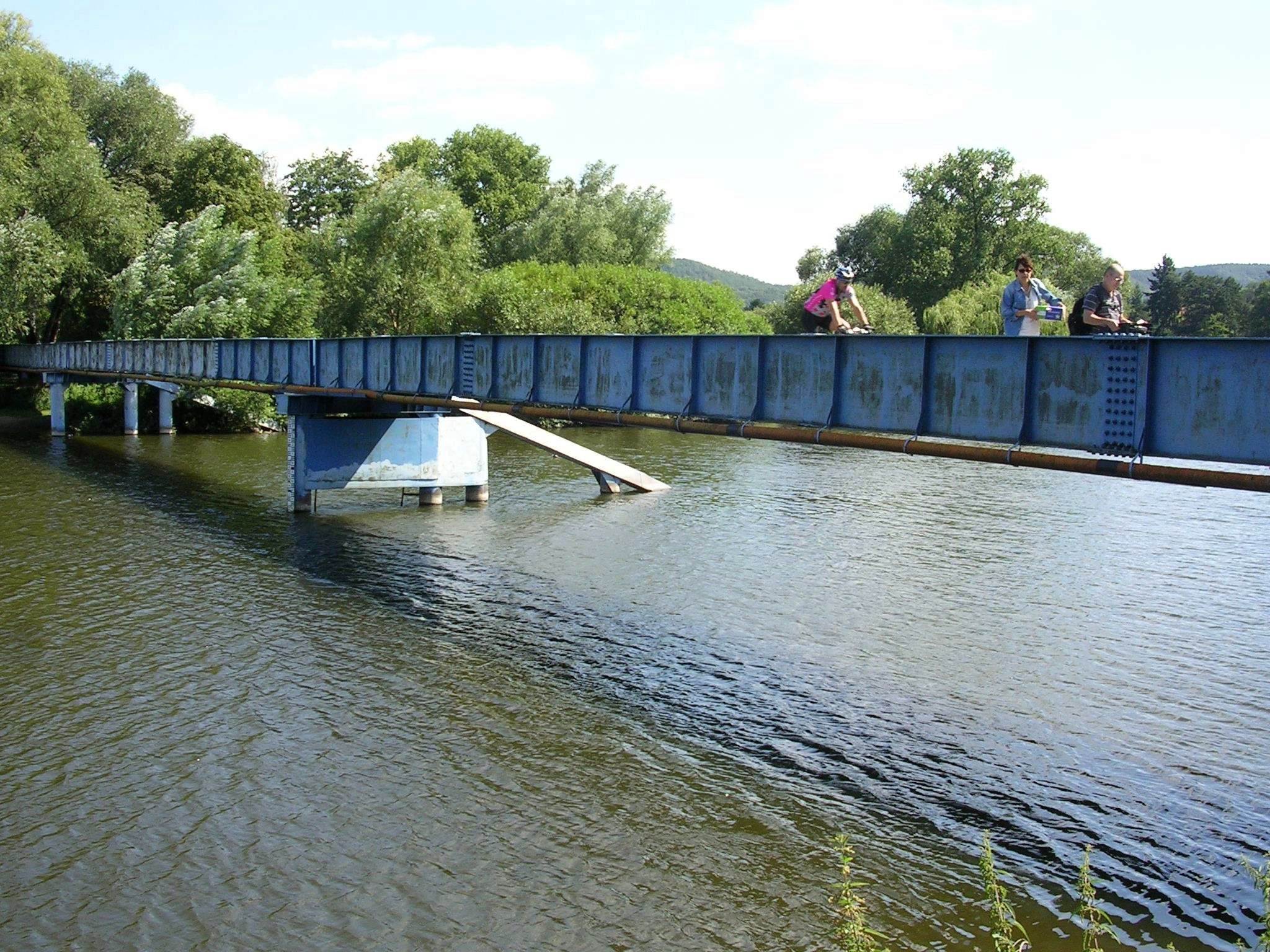
Pohled od Černošic

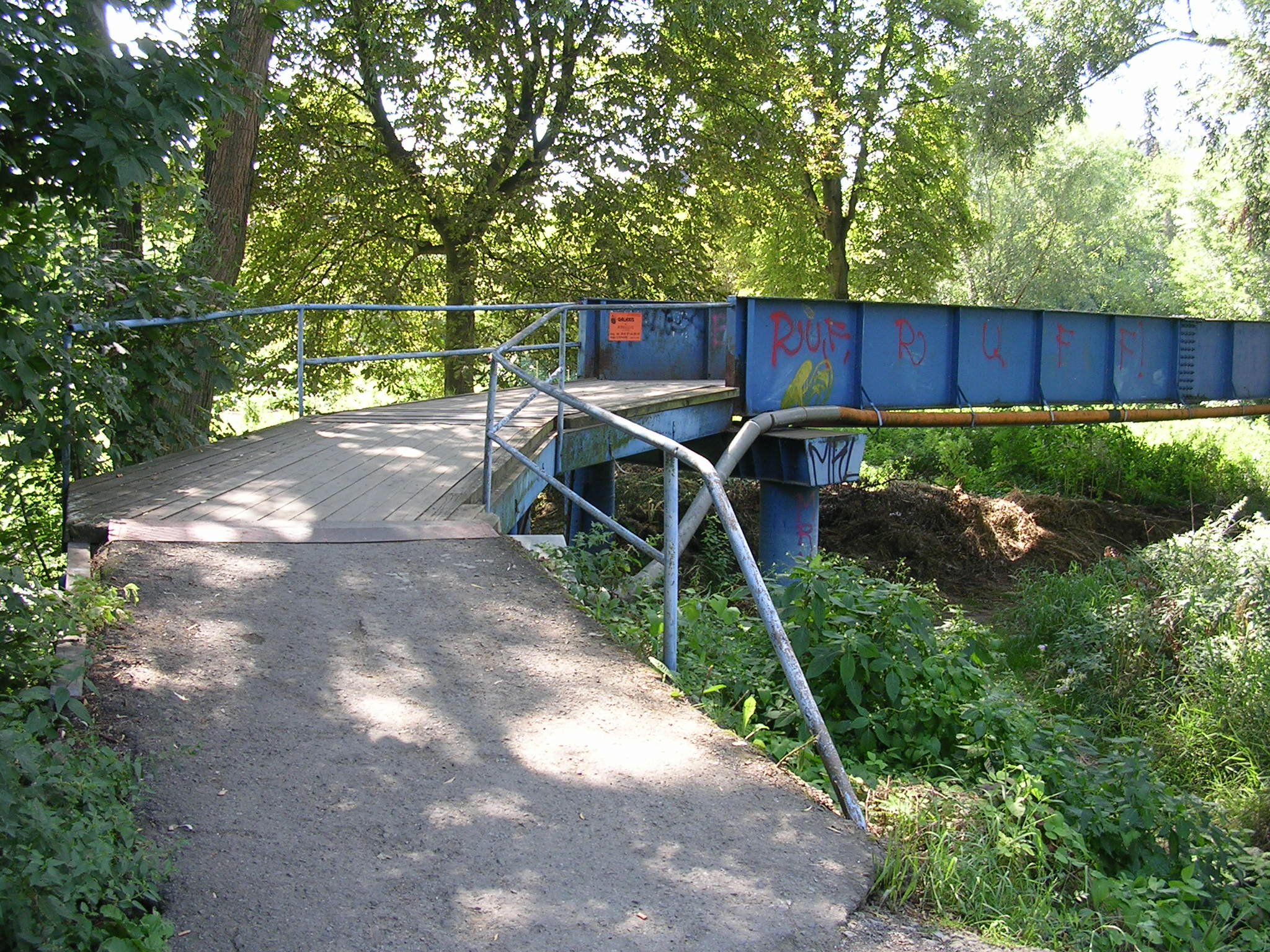
Předmostí v Dolních Černošicích (Praha-Lipence).

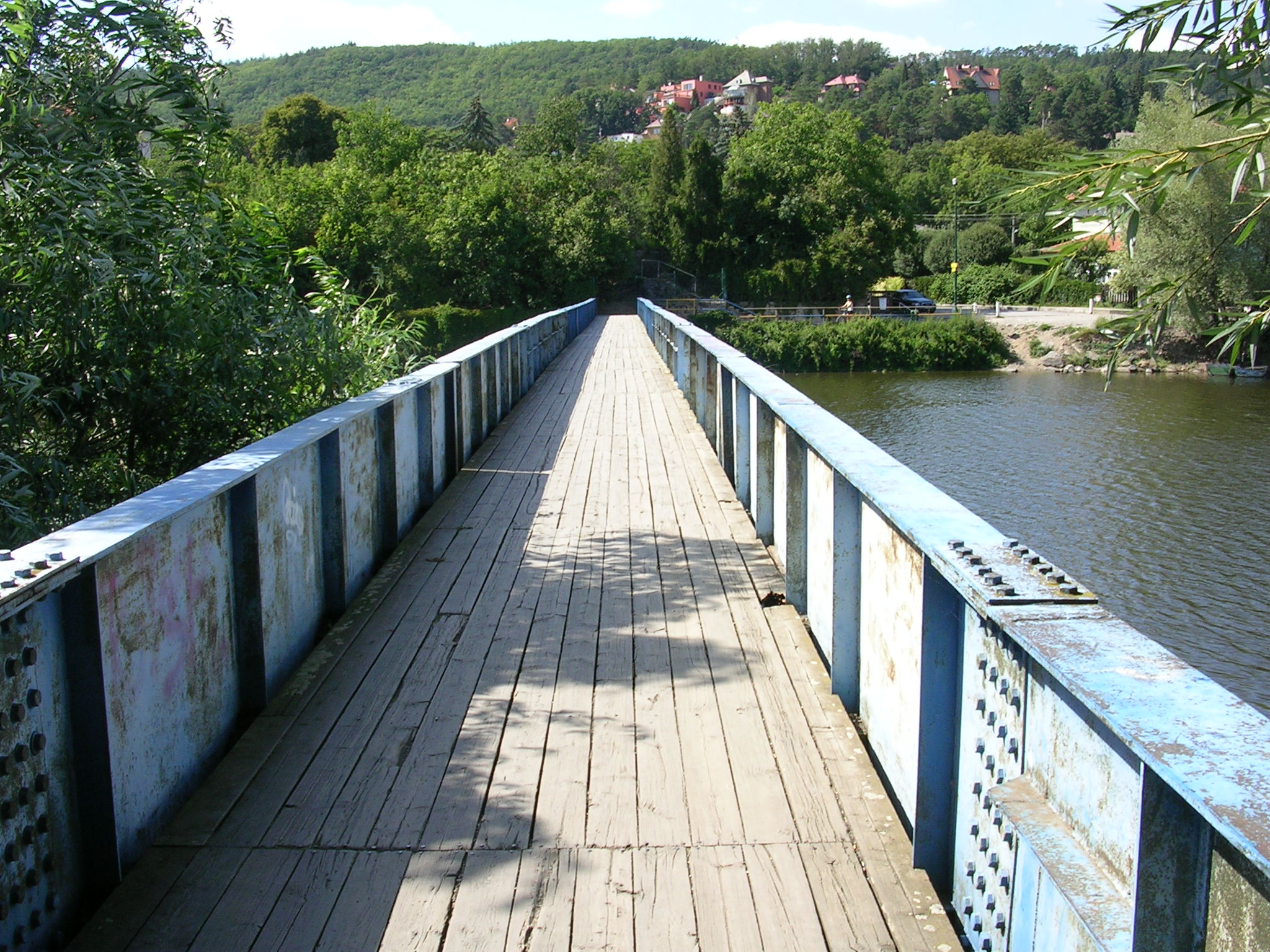

Lávka v Černošicích je určena pro pěší a cyklisty. Spojuje Horní Černošice (město Černošice) s Dolními Černošicemi a bývalou tvrzí a osadou Bluk nedaleko Blukského mlýna (Na Bluku) a jezu. Dolní Černošice byly v letech 1950–1974 součástí Černošic, od roku 1974 jsou součástí pražských Lipenců.
Příhradová konstrukce z roku 1962[zdroj?] přestála bez úhony všechny povodně kromě té z roku 2002, kdy do lávky narazil odklízecí stroj. Lávka pak byla zrekonstruována a opravena.
Od železniční zastávky Černošice vede přímo k lávce ulice Kazínská. Na dolnočernošické straně na lávku navazuje ulice Nad jezem (vedoucí podél řeky) a ulice Černošická (vedoucí do Lipenců).
Po lávce vede okružní cyklotrasa č. 8100 (A50) a žlutě značená pěší turistická trasa č. 6015 z Černošic ke Kazínu.
V první polovině října 2016 Praha schválila odkoupení lávky do vlastnictví od města Černošic, k němuž následně i došlo.
Praha si zároveň objednala posouzení jejího technického stavu a předpokládala se následná rekonstrukce.
V pondělí 4. prosince 2017 večer, dva dny po zřícení Trojské lávky, byla černošická lávka z bezpečnostních důvodů uzavřena a MHMP zadal zpracování aktuálního posudku. Starosta Prahy-Lipenců s uzavřením nesouhlasil. Lidé zákaz nerespektovali, po týdnu byla lávka opět otevřena poté, co na návrh statika byly doplněny vzpěry krajních sloupků. Na jaře 2018 pak má začít řádná rekonstrukce lávky.